# Консульство Финляндии в Санкт-Петербурге
Консульство Финляндии в Санкт-Петербурге — это бывшая дипломатическая миссия Финляндии в России, располагавшаяся в Санкт-Петербурге (Петрограде и Ленинграде в соответствующий период времени).

## История
В 1921 году в Москве открылось посольство получившей независимость Финляндии. А в 1923 году в Петрограде было открыто генконсульство. В 1938—1967 годах оно не функционировало.
В ходе укрепления международных связей в рамках политики добрососедства, проводившейся правительством Финляндии, при Л. И. Брежневе консульство возобновило свою деятельность, курируя советско-финские экономические контакты на Северо-Западе, например, крупнейшее промышленное предприятие Карелии, Костомукшский горно-обогатительный комбинат, и сам город Костомукшу (построены финнами в 1970-е годы после переговоров президента Финляндии Урхо Кекконена и председателя Совета министров СССР Алексея Косыгина).
Таким образом, помимо посольства в Москве, Финляндия была представлена в России Генеральным консульством в Санкт-Петербурге и его отделениями в Петрозаводске и Мурманске.
В 2004 году для Консульства Финляндии в Петербурге было построено новое просторное здание на Преображенской площади. С начала XXI века и до пандемии 2019—2023 гг. финское консульство в Петербурге ежегодно выдавало гражданам Северо-Запада около полумиллиона шенгенских виз в год.
В июле 2023 году Финляндия получила уведомление Министерства иностранных дел России об отзыве согласия на работу генконсульства в Петербурге, и 1 октября того же года оно прекратило работу. Правительство Финляндии приняло решение не продавать здание, а законсервировать его до лучших времён.